# (78976) 2003 TO14
(78976) 2003 TO14 es un asteroide perteneciente al cinturón de asteroides, descubierto el 14 de octubre de 2003 por el equipo del Lowell Observatory Near-Earth-Object Search desde la Estación Anderson Mesa (condado de Coconino, cerca de Flagstaff, Arizona, Estados Unidos).

## Designación y nombre
Designado provisionalmente como 2003 TO14. 

## Características orbitales
2003 TO14 está situado a una distancia media del Sol de 2,722 ua, pudiendo alejarse hasta 2,903 ua y acercarse hasta 2,541 ua. Su excentricidad es 0,066 y la inclinación orbital 13,309 grados. Emplea 1640,38 días en completar una órbita alrededor del Sol.

## Características físicas
La magnitud absoluta de 2003 TO14 es 15,36. Tiene 2,889 km de diámetro y su albedo se estima en 0,193.